# Райян
 Тази статия е за града в Катар.  За общината вижте Райян (община).  
Райян е град в община Райян, Катар. Населението на цялата община е 444 557 жители (2010 г.). Градът заедно с предградия му е втория по брой население град в Катар след Доха. Намира се в часова зона UTC+3. Разполага със зоологическа градина с над 800 животински вида. Средните минимални температури през годината варират от 13 градуса (през януари и февруари) до средните максимални от 41 градуса (през юни, юли и август)
Градът е едно от предложените места за Световното първенство в Катар 2022.

## Етимология
Името на града произлиза от арабската дума "ray", което се превежда като "напояване". Той получава това име поради ниската си надморска височина. По време на дъждовния сезон осигурява продължително снабдяване с вода на многобройните диви растения и култури, които растат в района.

## История
Преди разширяването на град Ал Райян, основните области  са били Старият Ал Райян и Новият Ал Райян. Старият Ал Райян се състои от много традиционни села, докато Новият Ал Райян съдържа много големи вили, обитавани от членове на управляващото семейство на Катар. С разрастването на град Ал Райян всички източни селища на общината са включени като райони в града.

## Забележителности
- Международният стадион Халифа, един от първите мащабни стадиони в Катар, е построен в град Ал Райян през 1976 г.
- Villaggio Mall - търговски център
- Education City е комплекс в Ал Райян, Катар, в който се помещават различни образователни съоръжения, включително сателитни кампуси на осем международни университета.
- Научен и технологичен парк на Катар (QSTP) е дом на международни технологични компании в Катар.
- Катарска фондация за образование, наука и развитие на общността (на арабски: مؤسسة قطر) е държавно ръководена организация с нестопанска цел в Катар, [7], основана през 1995 г. от тогавашния емир Хамад бин Халифа Ал Тани и втората му съпруга Моза бинт Насър.

## Побратимени градове
- Могильов, Беларус[8]